# Воронова Пелагія Яківна
Пелагія Яківна Воронова (Карпова) (нар. 2 листопада 1892, село Кохма Шуйського повіту Владимирської губернії, тепер місто Івановської області, Російська Федерація — 20 серпня 1990, місто Москва, Російська Федерація) — радянська діячка, 2-й секретар Івановського Промислового обласного комітету ВКП(б). Член ЦВК СРСР. Кандидат у члени ЦК ВКП(б) у 1930—1934 роках.

## Життєпис
Народилася 21 жовтня (2 листопада) 1892 року в селянській родині Карпових.
З 1908 року працювала на ткацькій фабриці в Іваново-Вознесенську. У 1913 році брала участь у страйку робітниць підготовчого відділу фабрики, вела від їх імені переговори з фабричною адміністрацією.
У 1913 році виїхала до чоловіка на заслання в Олонецьку губернію. У 1915 році повернулася в Іваново-Вознесенськ, працювала на фабриках Зубкова, Полушкіна, з 1916 року — на ткацькій фабриці Товариства мануфактур Гареліна, де брала участь у створенні фабричної профспілкової організації.
Член РСДРП(б) з березня 1917 року.
У травні 1917 року обрана членом фабричного комітету (фабкома) і делегатом на установчі збори окружного з'їзду Спілки текстильників. У жовтні 1917 року — член страйкового комітету прядильної, ткацької і ситцевої фабрик Гареліна під час загального політичного страйку робітників Іваново-Кінешемського текстильного району.
У 1918 році — член фабричного комітету і секретар осередку РКП(б) фабрики Гареліна в Іваново-Вознесенську.
З 1919 року — завідувачка жіночого відділу Іваново-Вознесенського губернського комітету РКП(б).
У 1920 році відряджена на курси пропаганди і агітації при Комуністичному університеті імені Свердлова в Москві. У 1920 році обиралася делегатом II-го Конгресу Комуністичного Інтернаціоналу.
У 1921—1922 роках — завідувачка відділу охорони материнства і дитинства при Івановсько-Вознесенському міському відділі охорони здоров'я, член пленуму Іваново-Вознесенського губернського комітету РКП(б), завідувачка відділу агітації і пропаганди серед робітниць і селянок Іваново-Вознесенського губернського комітету РКП(б).
У 1922—1930 роках — на відповідальній профспілковій роботі. З грудня 1922 по 1923 рік — член президії і завідувачка організаційного відділу Спілки текстильників.
З 1924 року навчалася на курсах марксизму-ленінізму при Комуністичної академії в Москві.
У 1926—1927 роках — секретар Іваново-Вознесенського губернського відділу профспілки текстильників, кандидат у члени Іваново-Вознесенського губернського комітету ВКП(б).
У 1927—1929 роках — секретар і член президії ЦК Спілки текстильників.
У лютому — червні 1930 року — заступник завідувача відділ агітації та масових кампаній ЦК ВКП(б), завідувачка жіночого сектора ЦК ВКП(б).
У червні 1930 — 1932 року — 2-й секретар Івановського Промислового обласного комітету ВКП(б).
У 1932—1934 роках — член колегії та заступник народного комісара легкої промисловості СРСР.
У 1934—1937 роках — начальник Головного управління шовкової промисловості Народного комісаріату легкої промисловості РРФСР.
У січні 1938 року заарештована органами НКВС. Засуджена Воєнною колегією Верховного суду СРСР до 10 років виправно-трудових таборів. Після звільнення, знову заарештована в 1948 і 1949 роках, заслана в Красноярський край.
У лютому 1955 року реабілітована, поновлена в членах КПРС. Брала участь у роботі комісії Президії Верховної Ради СРСР з перегляду справ засуджених за статтею 58 КК СРСР.
Потім — персональна пенсіонерка в Москві, член Івановської секції історико-літературного об'єднання старих більшовиків при Інституті Маркса—Енгельса—Леніна при ЦК КПРС.
Авторка спогадів і статей «Зоря нового життя» (1971), «Іваново-Вознесенські робітниці в боротьбі за Жовтень» (1971), «Дорога до Москви. Спогади делегата I Всесоюзного з'їзду Рад» (1972).
Померла 20 серпня 1990 року в Москві.

## Нагороди
- орден Леніна (22.03.1933)
- Почесний громадянин міста Іванова (10.10.1972)